# Katarina II av Ryssland
Katarina II (ryska: Екaтeринa Алексе́евна/Jekaterina Aleksejevna), ofta Katarina den stora, född 2 maj 1729 som Sophie Friederike Auguste av Anhalt-Zerbst, död 6 november 1796 (g.s.), var regerande rysk kejsarinna (tsaritsa) från 1762. Hon var dotter till Kristian August av Anhalt-Zerbst och Johanna Elisabet av Holstein-Gottorp, systerdotter till Adolf Fredrik av Sverige och således kusin till Gustav III och Karl XIII. 
Hon förmäldes 1745 med den ryske tronföljaren Karl Peter Ulrik av Holstein-Gottorp, sedermera tsar Peter III av Ryssland, vilken hon i en palatskupp så småningom avsatte för att själv bli regent. I början av sin tid vid makten förde hon en liberal politik inspirerad av upplysningen. Under hennes regeringstid expanderade Kejsardömet Ryssland kraftigt på bekostnad av Polen och Osmanska riket. 
Katarina blev redan under sin levnadstid känd för att ha haft en rad älskare, alla yngre män som tack vare relationen med Rysslands tsaritsa också fick politiskt inflytande. Den mest kända av dessa är Grigorij Potemkin. 

## Biografi

### Uppväxt
Katarinas ursprungliga namn var Sophie Friederike Auguste, men hon kallades Figchen. Katarinas far var Kristian August av Anhalt-Zerbst och modern Johanna Elisabet av Holstein-Gottorp, syster till Adolf Fredrik, kung av Sverige. Johannas bror Karl August av Holstein hade varit på väg att gifta sig med den ryska kejsarinnan Elisabet av Ryssland, men han dog av smittkoppor innan äktenskapet ägde rum. Elisabet kom även efter dödsfallet att intressera sig för Karl Augusts släktingar. Att valet föll på Katarina som maka åt den blivande kejsaren av Ryssland, Peter III (ursprungligt namn Karl Peter Ulrik av Holstein-Gottorp), var dels ett utslag av Elisabets av Ryssland påtänkta äktenskap med Johannas bror, dels av ett diplomatiskt arbete av bland andra Fredrik II av Preussen, som ville stärka Preussens relationer till Ryssland.

### Flytten till Ryssland

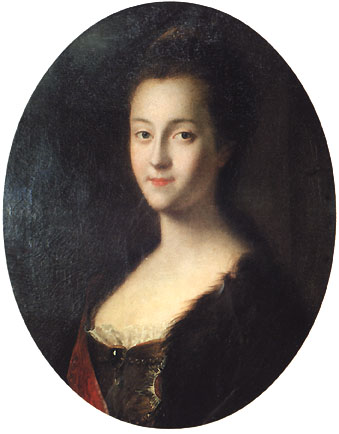
Katarina strax efter ankomsten till Ryssland.

Vid 15 års ålder sändes hon till Sankt Petersburg för att giftas bort med den ryske tronföljaren Karl Peter Ulrik. Vid sin konvertering till den ortodoxa tron bytte hon namn till Jekaterina Aleksejevna. Äktenskapet var mycket olyckligt då de båda makarna stod mycket långt ifrån varandra. Karl Peter Ulrik var på det intellektuella planet underlägsen sin maka och hans behandling av henne fick ryktena om skilsmässa att florera. Eftersom han hade förhudsförträngning kunde han inte genomföra samlag, och han motsatte sig att åtgärda detta med kirurgi. Först flera år efter bröllopet blev han övertalad att vidta åtgärder, men då hade alla känslor mellan makarna försvunnit.
Paret bodde i Oranienbaum, där Katarina ägnade sig åt jakt och ridning. Katarina hade tidigt upptäckt, och fallit för, upplysningens idéer, men till skillnad från sin make var hon försiktig och höll sig väl med prästerskapet. Hon visade också stor respekt för rysk kultur och lärde sig ryska. När Katarina inte visade tecken på graviditet efter att nio månader hade gått, blev Elisabet mindre vänligt inställd till henne och hon och hennes man fick varsin övervakare i form av paret Maria Tjoglokova och Nikolaj Tjoglokov som skulle få fart på barnafödandet. Personer i Katarinas och Peters omgivning som de tyckte om skickades iväg och Katarina fick inte själv skriva brev till sin mor, det sköttes istället av utrikeskollegiet.
1754 blev Katarina gravid för tredje gången, efter att tidigare fått två missfall. Om det var hennes älskare Sergej Saltykov som var far till barnet eller hennes man är inte klarlagt. Barnet döptes till Paul. Direkt efter att han föddes såg Elisabet till att han togs från Katarina och hon kom därefter att vid enstaka tillfällen få träffa honom. Sergej blev ambassadör i Dresden och Katarina kom mindre än ett år efter födseln av sin son att träffa Stanisław August Poniatowski som var protegé till den engelska ambassadören i Ryssland. De inledde ett förhållande, och i slutet av 1757 födde Katarina en dotter.
Om tiden före trontillträdet har Katarina yttrat:

Miniatyrporträtt på Katarina II i emalj, Skoklosters slott.

| ”                    | Lycka och olycka finns i hjärtat och sinnet hos var och en: om du känner olycka, sätt dig då över den och handla så att din lycka inte blir beroende av någonting. | „ |
| – Katarina den stora | |   |

### Palatskuppen
I januari 1762 dog Elisabet, och Karl Peter Ulrik besteg tronen under namnet Peter III. Det fanns de som arbetade för att Katarinas son Paul skulle ta över efter Elisabet, vilket även hon själv hade varit inne på. Att Peter var olämplig som kejsare var uppenbart för de flesta på grund av hans tyskvänliga hållning och låga begåvning. Katarinas vänner erbjöd sig att hjälpa henne till tronen, men hon avböjde alla sådana förslag. En viktig orsak var att hon var gravid; denna gång var fadern Grigorij Orlov som hon hade haft som älskare under ett par år. Förlossningen skedde i hemlighet, och barnet fördes bort från det kejserliga palatset och uppfostrades hos vänner till Katarina.

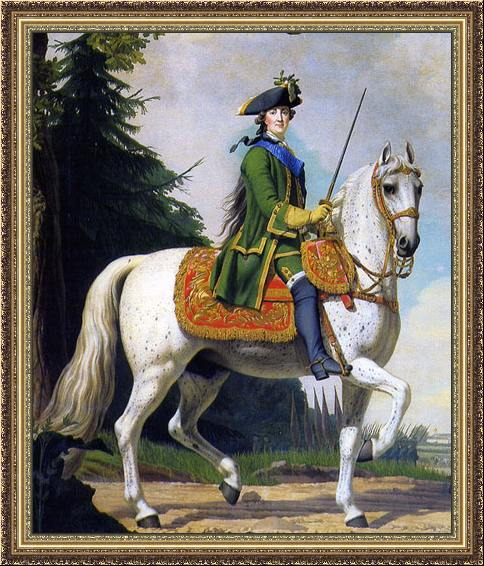
Katarina i uniform.

När Elisabet dog var Ryssland i krig med Preussen i sjuårskriget. Den tyskvänlige Peter avslutade snabbt kriget, trots att Preussen var hårt pressat och Fredrik II av Preussen var nära kapitulation. För den ryska eliten, militären och anhöriga till de stupade var detta ett hårt slag. Peter visade öppet sitt förakt för Elisabet vid begravningen och likvakan, tvärt emot Katarina som var noga med att visa allmänheten hur mycket hon sörjde. Peter gjorde sig även impopulär genom ett flertal reformer vilka missgynnade de högre stånden.
Runt Katarina fanns en grupp som var lojal mot henne och ville se henne som kejsarinna. I juni 1762 blev en av de sammansvurna gripen, och för att inte konspirationen skulle avslöjas beslöt man att slå till. Grigorij Orlov och hans fyra bröder hade köpt stöd inom viktiga regementen i huvudstaden. Katarina bodde på Peterhof, medan Peter bodde på slottet Oranienbaum några mil längre bort från Sankt Petersburg. Tillsammans med Grigorij och hans bror Aleksej åkte hon tidigt på morgonen från Peterhof till Sanktt Petersburg. Där slöt tre gardesregementen upp bakom henne, och hon utsågs samma morgon som kejsarinna.
För att möta Peters eventuella motdrag samlade Katarina 14 000 man och tog dessa med sig till Peterhof, dit hennes man väntades under dagen. Peter hade däremot blivit förvirrad när han inte hittade sin gemål på Peterhof och hade inte förstått vad som hade skett. Han gav upp utan motstånd och sattes i husarrest under bevakning av Aleksej. En dryg vecka senare blev han ihjälslagen. Aleksej försäkrade att det hade varit en olyckshändelse under ett fyllebråk. För Katarina innebar det att en rival var ur vägen. Samtidigt kunde hon misstänkas för att vara den som beordrat mordet, vilket inte var fallet men hade kunnat ge henne minskat förtroende bland befolkningen.
Snart blev det tydligt att Katarina ämnade regera ensam. Hon skrev visserligen under ett dekret om inrättandet av ett statsråd bestående av sex personer, men någon utnämning skedde inte. Hon vidtog genast flera genomgripande åtgärder, yrkade på avlägsnande av olika missförhållanden och krävde särskilt av senaten att den energiskt skulle inskrida mot godtycke och missbruk. På samma gång inskränkte hon dock senatens befogenhet till att endast fungera som högsta domstol.

### Första kriget mot Turkiet
1768 förklarade Turkiet krig mot Ryssland på grund av Rysslands expansion i Polen. Rysslands baltikumflotta som Katarina rustat upp seglade runt hela Europa till Medelhavet och besegrade där turkarna vid slaget vid Cesme 1770. Den ryska armén var i dåligt skick men den turkiska i ännu sämre, och ryssarna vann flera segrar.
Kriget mot Turkiet och Polen hade ökat statens kostnader och lett till skattehöjningar. Man hade inskränkt kosackernas självstyre. Antalet livegna hade ökat på grund av Katarinas utdelning av jord till sina närmaste, och i gruvor och vapenfabriker var arbetsförhållandena usla. Den missnöjda massan fick sin ledare i form av kosacken Jemeljan Pugatjov, som utgav sig för att vara Peter III. Från hösten 1773 samlade han allt större skaror omkring sig. För Katarina blev upproret en av hennes största prövningar, där armén var uppbunden av kriget mot Turkiet och många soldater som skickades mot Pugatjov bytte sida.
När kriget mot Turkiet tog slut sommaren 1774 hotade upproret Moskva, men när hela armén sattes in tog det snabbt slut och Pugatjov tillfångatogs av sina egna. Hans straff blev att slitas sönder mellan fyra hästar och sedan halshuggas, men Katarina ändrade ordningsföljden eftersom tortyr var något Katarina förbjudit. För Katarinas del innebar upproret och allt dödande upprorsmakarna hade orsakat att Katarina fick ompröva sina funderingar på att livegenskapen borde avskaffas och hon drog slutsatsen att de lägre samhällsklasserna inte var redo för frihet.

### Polen
Katarina hade gjort sin älskare Stanisław Poniatowski till kung av Polen 1764. Över hans huvud bestämde hon i Wien tillsammans med Österrike och Preussen att de tre länderna skulle annektera varsin del av Polen. Stanisław hade inget att sätta emot och blev tvungen att ratificera annekteringen. Den andra delningen skedde mellan Preussen och Ryssland. I ett försök att bryta den ryska dominansen startade Tadeusz Kościuszko 1794 ett uppror som till en början hade militära framgångar. Han hade ett stort folkligt stöd och tal om att avskaffa livegenskapen ledde till ökad uppslutning. De preussiska och ryska styrkorna kunde till slut besegra upproret och beslöt därefter att helt utplåna Polen genom att dela upp de resterande delarna av landet mellan sig.

### Andra kriget mot Turkiet
År 1783 annekterade Ryssland, ledda av Grigorij Potemkin, Krim. I början av 1787 gav sig Katarina ut på en resa till den annekterade Krimhalvön. Syftet var att imponera på utländska sändebud, men även för henne att få en bättre bild av de nyerövrade områdena. Tillsammans med diplomater och ett stort antal tjänstefolk reste Katarina till Kiev, och därifrån fortsatte färden med båt längs Dnepr. Med på resan var även hennes nye älskare Alexander Dmitriev-Mamonov. Besättningen på de olika fartygen uppgick till 3 000 man. I de nyerövrade områdena bevittnade man hur Potemkin hade fått byarna att framställas som städer och landet hade odlats upp. På vägen hem reste sällskapet genom Poltava där 15 000 soldater återskapade slaget mot svenskarna. Resan tog mer än sex månader, och i Turkiet sågs detta som en provokation vilket ledde fram till nytt krig.
Turkiet lämnade ett ultimatum till Ryssland att lämna Krim, och när de ignorerade detta så fängslades den ryske ambassadören vilket föranledde att Ryssland förklarade krig år 1787. Rysslands enda allierade vid den här tiden var Österrike som var uppbundet av stridigheter i Nederländerna. Övriga stormakter var vid denna tidpunkt negativt inställda till Ryssland som under Katarina växte sig allt större och starkare hot. 
Katarina kände oro inför att kriga med Turkiet. De ryska styrkorna var dåligt organiserade och generalerna var tveksamma till Potemkin som hade det högsta befälet. Dessutom var Potemkin inne i en depression och vädjade till Katarina att avsluta kriget så fort som möjligt. Katarina försökte sporra honom i brev att rycka upp sig och ta initiativ, men Potemkin fortsatte att motsätta sig alla offensiva företag. Till slut intogs Otjakov och de ryska trupperna vann flera slag och den ryska flottan var också framgångsrik. Österrikes trupper presterade dåligt under kriget men band upp turkiska förband. Österrike slöt fred 1791 och Ryssland och Turkiet skrev under ett avtal i Iaşi 9 januari 1792. Rysslands annektering av Krim slogs fast och gränsen mot Ukraina drogs vid floden Dnjestr vilket gjorde att delar av dagens södra Ukraina tillföll Ryssland. 
Gustav III drog sig till minnes att Sverige och Turkiet hade en allians och startade krig genom att gå över gränsen mot Ryssland 1788. De bästa ryska förbanden var uppbundna i kriget mot Turkiet och de svenska trupperna närmade sig Sankt Petersburg. Medan andra förberedde evakuering visade Katarina inga tecken på att ge sig av. Gustavs konflikt med adeln och ryska framgångar vid Svensksund ledde till ett tillfälligt uppehåll i striderna. Efter att den svenska flottan återuppbyggts och adeln lugnats så fortsatte kriget. I det andra slaget vid Svensksund segrade Gustav som nu kunde känna att Sveriges heder var återupprättad. I fredsförhandlingarna vägrade dock Katarina att släppa något av Rysslands territorium, och inga gränsjusteringar utfördes.

### Tronföljdsfrågan och slutet
Katarinas äldste son Paul blev allt mer galen, och Katarina ville inte ha honom som efterträdare. Istället önskade hon att Pauls äldste son Alexander vars uppfostran hon själv hade övervakat skulle efterträda henne. Alexander hade haft en liberal lärare inspirerad av Jean-Jacques Rousseau, och han hyste sympatier för franska revolutionen, något som störde Katarina. Hon hade själv varit negativ till enväldet när hon var yngre, men ändrade sig med stigande ålder. Katarina tänkte förkunna att Alexander skulle efterträda henne (se nedan), men hon dog i ett slaganfall 6 november (gammal tidräkning) 1796. Det testamente som fanns och som gav Alexander makten valde han att inte begära fram. Därmed blev hennes efterträdare hennes son Paul.
Kejsarinnans liv och regering, som präglades av enastående personlig framgång, slutade emellertid med två misslyckanden. 
Hösten 1796 hade hon besök av sin kusinson, den svenske kungen Gustav IV Adolf. Tanken var att hennes sondotter Alexandra skulle bli drottning i Sverige genom att gifta sig med den svenske kungen. Ett problem i sammanhanget var att Gustav Adolf förväntades acceptera att Alexandra inte skulle konvertera till protestantismen. En stor bal gavs vid Katarinas hov den 11 september för att tillkännage det tilltänkta bröllopet, men Gustav Adolf, som för övrigt var mycket förtjust i den unga storfurstinnan, kände sig alltför pressad av situationen och villkoret att Alexandra inte skulle konvertera, och vägrade därför att infinna sig på balen och reste hem. Katarina blev så irriterad av detta att hennes hälsa försämrades.
Hon återhämtade sig tillräckligt för att börja planera en högtid där Alexander skulle utses till hennes efterträdare, framför den illa omtyckte sonen, men föll ihop och dog en vecka innan detta skulle genomföras, drygt två månader efter förlovningsfesten.

## Reformer

### Rättsväsendet
Rättsväsendet i Ryssland var baserat på Ulozjenie från 1649 som hade tillkommit under Aleksej Michajlovitj styre. Mindre justeringar hade gjorts under Katarinas föregångare, men hon tog sig för att skriva en helt ny lagtext. Hon hämtade inspiration från Voltaire, Montesquieu och Cesare Beccaria, men slutresultatet blev en blandning mellan nytänkande och bevarande av gamla traditioner. Instruktion (eller Nakaz) som texten kallades hyllades i Europa och Katarina tillsatte en "stor kommission" med 652 medlemmar från olika klasser och nationaliteter som skulle rådfråga folket och konkretisera instruktion. Efter ett par år rann det ut i sanden, men antagligen var projektet ett uppriktigt försök från Katarina att öka folkets inflytande.[källa behövs]
Däremot gav hon år 1785 adeln privilegier, i själva verket de första i sitt slag. Adelns medlemmar fick nu själva välja levnadsbana. De behövde inte längre göra statstjänst, och de fick ledningen av den folkvalda styrelsen i guvernementen, som skulle framgå ur deras val.

### Religion
Peter III, som var negativ till allt ryskt, hade gynnat olika religioner på bekostnad av den ryska ortodoxa kyrkan. Katarina ansträngde sig för att hålla sig på god fot med den ortodoxa kyrkan, men visade samtidigt tolerans mot de mindre samfunden. Peter hade dragit in kyrkans jordegendomar till staten. Katarina gav kyrkan dess jordegendomar tillbaka vid tillträdet för att vinna stöd, men när hon väl satt säkert genomförde hon sin föregångares reform.
När Ryssland expanderade hamnade muslimska grupper som hade levt i Kazankhanatet, Astrachankhanatet och senare Krimkhanatet under ryskt styre. Tidigare regenter hade försökt konvertera dessa till kristendomen vilket ofta ledde till oroligheter. För att få muslimerna lojala mot Ryssland lät Katarina dem fritt utöva sin religion och många moskéer uppfördes där de tidigare hade rivits. Resultatet blev minskade oroligheter bland muslimer, men också en islamisering när koranskolor och muslimska universitet öppnades.
Förhållandet till Rysslands judar var komplicerat. De uppmuntrades av Katarina att bosätta sig i nyerövrade områden genom skattebefrielse, men samtidigt fick de dubbelt så hög skatt som andra om de bodde kvar i "gamla" Ryssland. Få judar flyttade, och skattereglerna kom inte att tillämpas. För Raskolnikerna innebar Katarinas styre ökad frihet och möjlighet att beträda offentliga ämbeten.

## Kulturpersonligheten Katarina

### Konst
Katarina lät bygga Eremitaget under kriget mot turkarna. Hon köpte tavlor, statyer och möbler från stora delar av Europa, bland annat med hjälp av Diderot. Till Friedrich Melchior von Grimm skrev hon: Mitt lilla krypin är sådant att det för att komma dit och hän från mitt rum krävs 3 000 steg. Där flanerar jag bland massor av saker som jag tycker om och njuter av, och det är dessa vinterpromenader som gör att jag bevarar min hälsa och håller mig på fötter. Hon lät uppföra ett växthus i vinterpalatset med blommor, träd, fontäner och fritt flygande fåglar.
Under en resa i Finland hade Katarina noterat ett gigantiskt klippblock med speciell form. När hon beslöt att gjuta en staty av Peter den store bestämde hon sig för att detta klippblock skulle vara sockeln till statyn. Stenen väger över 1 000 ton, och många bedömde flytten som omöjlig. Katarinas envishet gjorde att hon höll fast vid projektet, och efter ett års transporterande befanns sig stenen från Finland i Sankt Petersburg.

### Korrespondens
Katarina bjöd bara några dagar efter statskuppen in Denis Diderot för att han skulle fortsätta sitt arbete med sin encyklopedi i Sankt Petersburg, men han tackade nej. Även Jean le Rond d'Alembert avböjde att fortsätta sitt encyklopediska arbete i Ryssland. Diderot besökte däremot Ryssland vintern 1773–1774. För Katarina blev diskussionerna med honom ett välkommet avbrott från bekymmer med upprorsmakaren Jemeljan Pugatjov och kriget mot Turkiet. Efter några månader tröttnade hon på sällskapet, och efter vintern reste han tillbaka. Hon fortsatte i alla fall att brevväxla med d’Alembert och Diderot. När Diderot hamnade i ekonomiska problem och skulle sälja sitt bibliotek köpte Katarina det, men med kravet att han skulle behålla böckerna hos sig så länge han levde. Han blev dessutom anställd som bibliotekarie i sitt eget bibliotek. Denna handling hyllades av Voltaire och Friedrich Melchior von Grimm och Katarina framställdes i Frankrike som en upplyst regent. Diderot var däremot inte lika okritisk mot Katarina som Voltaire och Grimm. Hon tillhörde den exklusiva grupp prenumeranter på upplysningstidens berömda tidskrift Correspondance littéraire, philosophique et critique.
Grimm besökte Katarina i Sankt Petersburg två gånger, 1773 och 1776. Han kom att bli hennes avlönade agent i Paris och var henne alltid lojal. De brevväxlade intensivt och han anförtroddes olika affärer av henne. Hennes brevväxling med Voltaire började strax efter hennes trontillträde och pågick fram till hans död 15 år senare. Han såg i henne en regent som styrde efter liberala idéer och blev hennes språkrör i Frankrike. Han tog parti för henne i alla frågor, även när hennes handlande gick stick i stäv med hans filosofi.

### Opera
Katarina tyckte inte bara om att lyssna på opera utan skrev själv egna stycken. Hon grundade Bolsjojteatern och kejserliga opera- och baletteatern. Katarina skrev text till nio operor plus flera kortare stycken. I brev till Voltaire skrev hon självkritiskt att hennes arbeten hade dålig handling och intrig, men att karaktärerna var naturliga och verklighetstrogna. Under kriget med Sverige skrev hon operan Ynke hjälte  (ryska: Горе-богатырь Косометович, комическая опера – Gore-bogatyr Kosometovitj) där hon driver med Gustav III. Hon skrev libretto till den allegoriska sagooperan Fevej (ryska: Сказка о царевиче Февее. Аллегорическая сказка - Sagan om prins Fevej) som uppfördes av Vasilij Pasjkevitj och som spelades första gången 1786 på Eremitageteatern.

## Relationer

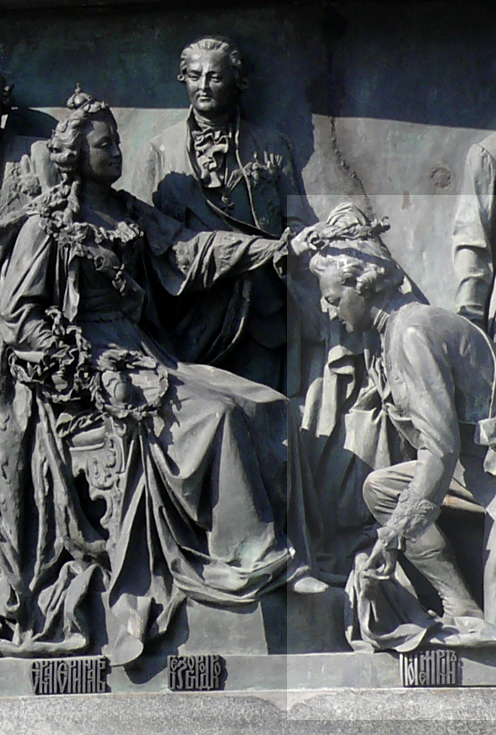
Katarina och Potemkin, millenniemonumentet, Novgorod.

Katarina hade många älskare, vackra unga män som ofta såg en relation med henne som en väg till makt och rikedom. När Katarina tröttnade på en älskare fick han ofta stora tillgångar i form av jordegendom och livegna. De flesta männen förlorade inflytande efter att den fysiska relationen med Katarina tagit slut, men Grigorij Potemkin var ett undantag. Han kom att ha en nära relation med henne även efter deras kärleksaffär hade tagit slut, och han kom under lång tid att ordna fram nya unga män till henne, vilket var ett sätt för honom att behålla kontrollen. Åldersskillnaden kom att bli allt större mellan Katarina och hennes älskare allt eftersom hon själv blev äldre. 

### Ett misslyckat äktenskap
Katarinas giftermål med Peter kom att bli olyckligt, och innehöll lite kärlek både på det fysiska och mentala planet. På grund av hennes mans bristande sexuella förmåga sökte hon kärlek hos andra män. Hennes första älskare var Sergej Saltykov som i hennes egna anteckningar antyds vara far till hennes första barn Paul. Paul var dock mer lik Peter. 
Den brittiske ambassadören gav Stanisław Poniatowski en plats i sin ambassad i syfte att han skulle komma närmare Katarina och kunna förbättra Storbritanniens relationer med Ryssland. Stanisław blev Katarinas älskare och var far till hennes andra barn Anna. Han blev senare kung av Polen, tack vare Katarinas förtjänst. Själv önskade han hela sitt liv att återuppta relationen med henne.

### Orlov och Potemkin
Katarinas nästa älskare blev Grigorij Orlov. Han och hans bröder kom att spela en viktig roll vid hennes maktövertagande. Han började vänsterprassla allt mer och han blev ivägsänd för att sköta fredsförhandlingarna med Turkiet 1772. Hennes älskare blev därefter Aleksandr Vassiltjikov under ett och ett halvt år, ett förhållande som ingen av dem trivdes med.
Katarina sökte efter en ersättare till Aleksandr Vassiltjikov, som inte kunde stimulera hennes intellekt. Redan under statskuppen hade hon träffat Grigorij Potemkin, och nu gick hennes tankar allt oftare till honom. Han var tio år yngre, storväxt, enögd och intelligent. Han kom att finnas i Katarinas närhet nästan resten av sitt liv, även om andra ersatte honom som älskare. Enligt vissa källor var de även gifta, men det var aldrig något som blev officiellt. När hans och Katarinas fysiska del av relationen tog slut var det han som ordnade fram nya älskare åt henne, vilket gjorde att han kunde behålla sitt inflytande. Peter Zavadovskij, Simon Zoritj och Ivan Rimskij-Korsakov blev hans efterträdare som älskare åt Katarina.

### Katarinas sista älskare
Aleksander Lanskoj och Katarina hade en relation i fyra år. Kärleken var ömsesidig, och Lanskoj delade Katarinas intresse för kultur. Han höll sig borta från politik och tog inga mutor. När han dog 1784 blev det ett hårt slag för Katarina. Aleksander Jermolov ersatte Lanskoj, men vände sig mot Potemkin och fick se sig ersatt av Alexander Dmitriev-Mamonov. Dmitriev-Mamonov, som kallades rödrock av Katarina, deltog i hennes Krimresa. Efter ett par år tröttnade han på henne och inledde en affär med en yngre kvinna. Katarina lät dem gifta sig och gav dem stora ekonomiska bidrag, trots att han hade gått bakom ryggen på henne. Katarinas sista älskare var Platon Zubov. Han strävade efter allt mer makt och Potemkin kände sitt inflytande hotat eftersom Zubov till skillnad från tidigare älskare inte kontrollerades av honom. Han lämnade fredsförhandlingarna med Turkiet och for till Sankt Petersburg i syfte att göra sig av med Zubov, men Katarina valde Zubov framför honom och han reste tillbaka som förlorare.

## Familj

### Barn
1. Paul I av Ryssland (1754–1801), möjligen son till Sergej Saltykov
2. Anna Petrovna, född 9 december 1757, död 9 mars 1759 (med Stanisław Poniatowski)
3. Aleksej Grigorjevitj Bobrinskij, född 11 april 1762 (med Grigorij Orlov)

### Härstamning
|                |  |  |  |  |  |  |  |                                           |  |  |  |  |  |  |  |                                                                      |  |  |  |  |  |  |  | 8. Furst Johan VI av Anhalt-Zerbst                                     |
|                |  |  |  |  |  |  |  |                                           |  |  |  |  |  |  |  |                                                                      |  |  |  |  |  |  |  |                                                                        |
|                |  |  |  |  |  |  |  |                                           |  |  |  |  |  |  |  | 4. Furst Johan August I av Anhalt-Dornburg                           |  |  |  |  |  |  |  |                                                                        |
|                |  |  |  |  |  |  |  |                                           |  |  |  |  |  |  |  |                                                                      |  |  |  |  |  |  |  |                                                                        |
|                |  |  |  |  |  |  |  |                                           |  |  |  |  |  |  |  |                                                                      |  |  |  |  |  |  |  | 9. Sophie Augusta av Holstein-Gottorp                                  |
|                |  |  |  |  |  |  |  |                                           |  |  |  |  |  |  |  |                                                                      |  |  |  |  |  |  |  |                                                                        |
|                |  |  |  |  |  |  |  | 2. Furst Kristian August av Anhalt-Zerbst |  |  |  |  |  |  |  |                                                                      |  |  |  |  |  |  |  |                                                                        |
|                |  |  |  |  |  |  |  |                                           |  |  |  |  |  |  |  |                                                                      |  |  |  |  |  |  |  |                                                                        |
|                |  |  |  |  |  |  |  |                                           |  |  |  |  |  |  |  |                                                                      |  |  |  |  |  |  |  | 10. Georg Volrath von Zeutsch                                          |
|                |  |  |  |  |  |  |  |                                           |  |  |  |  |  |  |  |                                                                      |  |  |  |  |  |  |  |                                                                        |
|                |  |  |  |  |  |  |  |                                           |  |  |  |  |  |  |  | 5. Christine Eleonore von Zeutsch                                    |  |  |  |  |  |  |  |                                                                        |
|                |  |  |  |  |  |  |  |                                           |  |  |  |  |  |  |  |                                                                      |  |  |  |  |  |  |  |                                                                        |
|                |  |  |  |  |  |  |  |                                           |  |  |  |  |  |  |  |                                                                      |  |  |  |  |  |  |  | 11. Christine von Weissenbach                                          |
|                |  |  |  |  |  |  |  |                                           |  |  |  |  |  |  |  |                                                                      |  |  |  |  |  |  |  |                                                                        |
| 1. Katarina II |  |  |  |  |  |  |  |                                           |  |  |  |  |  |  |  |                                                                      |  |  |  |  |  |  |  |                                                                        |
|                |  |  |  |  |  |  |  |                                           |  |  |  |  |  |  |  |                                                                      |  |  |  |  |  |  |  | 12. Hertig Kristian Albrekt av Holstein-Gottorp, furstbiskpp av Lübeck |
|                |  |  |  |  |  |  |  |                                           |  |  |  |  |  |  |  |                                                                      |  |  |  |  |  |  |  |                                                                        |
|                |  |  |  |  |  |  |  |                                           |  |  |  |  |  |  |  | 6. Hertig Kristian August av Holstein-Gottorp, furstbiskop av Lübeck |  |  |  |  |  |  |  |                                                                        |
|                |  |  |  |  |  |  |  |                                           |  |  |  |  |  |  |  |                                                                      |  |  |  |  |  |  |  |                                                                        |
|                |  |  |  |  |  |  |  |                                           |  |  |  |  |  |  |  |                                                                      |  |  |  |  |  |  |  | 13. Fredrika Amalia av Danmark                                         |
|                |  |  |  |  |  |  |  |                                           |  |  |  |  |  |  |  |                                                                      |  |  |  |  |  |  |  |                                                                        |
|                |  |  |  |  |  |  |  | 3. Johanna Elisabet av Holstein-Gottorp   |  |  |  |  |  |  |  |                                                                      |  |  |  |  |  |  |  |                                                                        |
|                |  |  |  |  |  |  |  |                                           |  |  |  |  |  |  |  |                                                                      |  |  |  |  |  |  |  |                                                                        |
|                |  |  |  |  |  |  |  |                                           |  |  |  |  |  |  |  |                                                                      |  |  |  |  |  |  |  | 14. Markgreve Fredrik VII av Baden-Durlach                             |
|                |  |  |  |  |  |  |  |                                           |  |  |  |  |  |  |  |                                                                      |  |  |  |  |  |  |  |                                                                        |
|                |  |  |  |  |  |  |  |                                           |  |  |  |  |  |  |  | 7. Albertina Fredrika av Baden-Durlach                               |  |  |  |  |  |  |  |                                                                        |
|                |  |  |  |  |  |  |  |                                           |  |  |  |  |  |  |  |                                                                      |  |  |  |  |  |  |  |                                                                        |
|                |  |  |  |  |  |  |  |                                           |  |  |  |  |  |  |  |                                                                      |  |  |  |  |  |  |  | 15. Augusta Maria av Holstein-Gottorp                                  |
|                |  |  |  |  |  |  |  |                                           |  |  |  |  |  |  |  |                                                                      |  |  |  |  |  |  |  |                                                                        |

### Katarinas älskare
- Sergej Saltykov 1752–1754
- Stanisław Poniatowski 1755–1758
- Grigorij Orlov 1761–1772
- Aleksandr Vassiltjikov 1772–1774
- Grigorij Potemkin 1774–1776 (med vilken monarken sannolikt var hemligt gift)
- Peter Zavadovskij 1776–1777
- Simon Zoritj 1777–1778
- Ivan Rimskij-Korsakov 1778–1779
- Aleksander Lanskoj 1780–1784
- Aleksander Jermolov 1785–1786
- Alexander Dmitriev-Mamonov 1786–1789
- Platon Zubov 1789–1796

## Utmärkelser
Asteroiden 6955 Ekaterina är uppkallad efter henne.

## Katarina II i populärkultur
Åtskilliga böcker om och filmatiseringar av Katarina II:s liv har producerats under åren. 

### Filmer
- 1924 Det förbjudna paradiset, amerikansk stumfilm i regi av Ernst Lubitsch, med Pola Negri som Katarina II.
- 1934 Röda kejsarinnan, amerikansk film i regi av Josef von Sternberg, med Marlene Dietrich som Katarina II.
- 1934 Lilla kejsarinnan, brittisk film i regi av Paul Czinner, med Elisabeth Bergner som Katarina II och Douglas Fairbanks, Jr. som Peter III.
- 1945 Skandal vid hovet, amerikansk film i regi av Ernst Lubitsch och Otto Preminger, med Tallulah Bankhead som Katarina II. En nyinspelning av Det förbjudna paradiset.
- 1968 Katarina den stora, brittisk film i regi av Gordon Flemyng, med Jeanne Moreau som Katarina II.
- 1991 Den unga kejsarinnan, miniserie med Julia Ormond i rollen som Katarina II och Vanessa Redgrave som kejsarinnan Elisabet.
- 1995 Katharina den stora, TV-film med Catherine Zeta-Jones som Katarina II och Jeanne Moreau som kejsarinnan Elisabet.
- 2014 Ekaterina, rysk TV-serie med Marina Aleksandrova i rollen som Katarina II.
- 2015 Catherine the Great, rysk TV-serie med Yuliya Snigir i rollen som Katarina II.
- 2019 Catherine the Great, miniserie med Helen Mirren i rollen som Katarina II.
- 2020 The Great, miniserie med Elle Fanning i rollen som Katarina II.

## Porträtt av Katarina

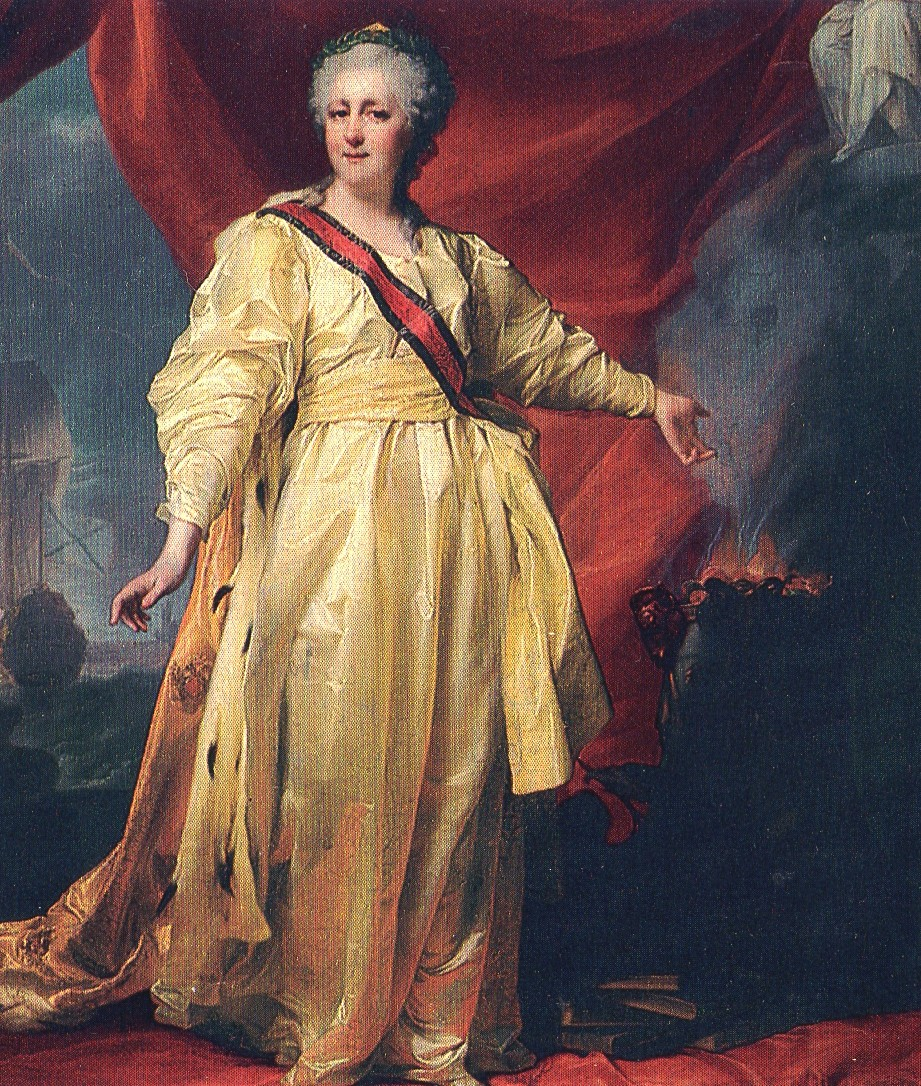
Porträtt av Katarina målat av Dmitrij Levitskij 1770
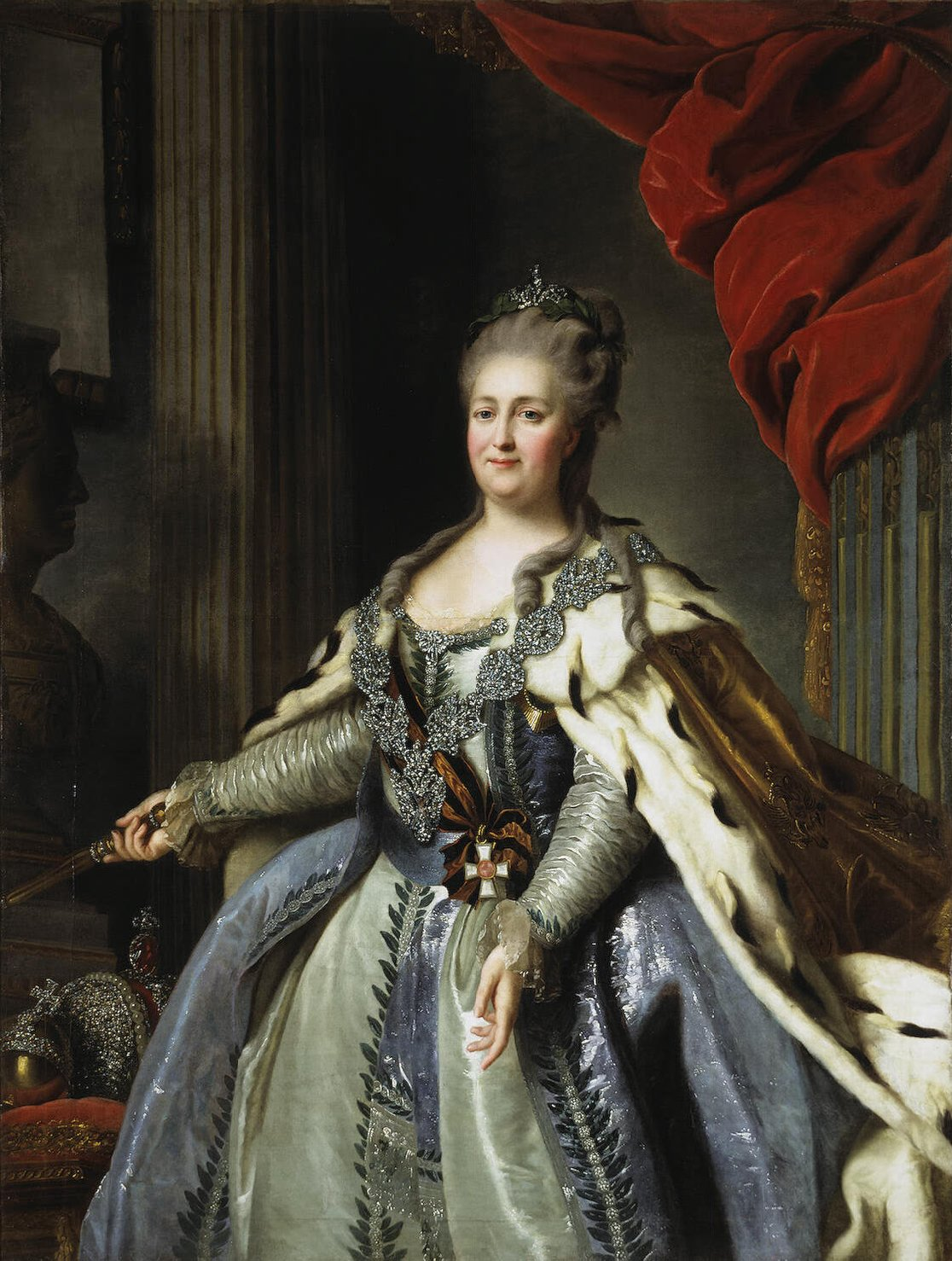
Porträtt av Katarina målat av Albert Albertrandi 1770
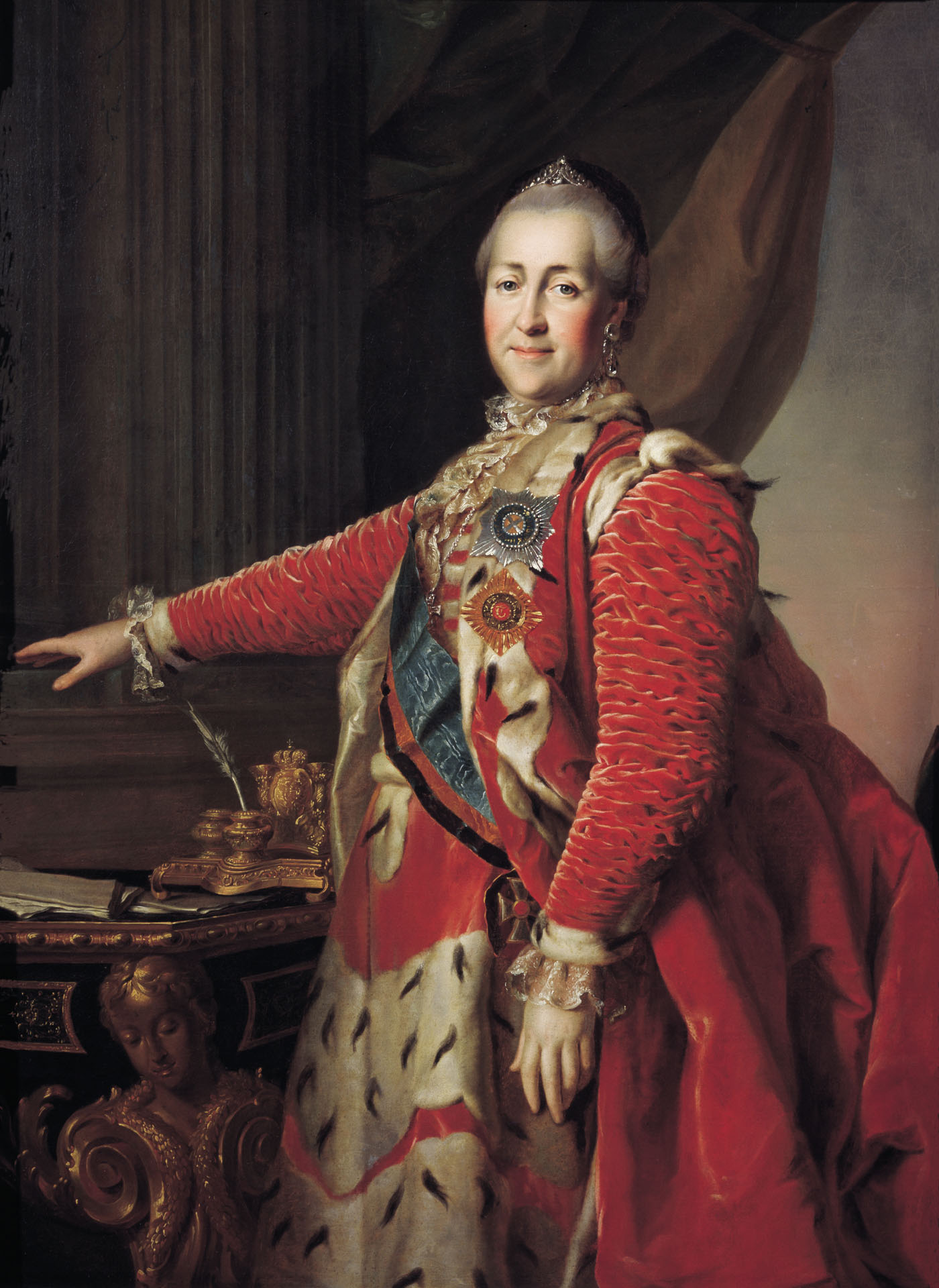
Porträtt av Katarina målat Dmitrij Levitskij 1782
Silvermedalj, 1789.